# Жіль Мореттон
Жіль Мореттон (фр. Gilles Moretton; нар. 10 лютого 1958) — колишній французький тенісист.
Найвищу одиночну позицію світового рейтингу — 80 місце досяг 4 січня 1982, парну — 55 місце — 2 січня 1984 року.
Здобув 4 парні титули.
Найвищим досягненням на турнірах Великого шолома було 4 коло в одиночному розряді.

## Фінали за кар'єру

### Одиночний розряд (1 поразка)
| Результат | W/L | Дата     | Турнір       | Покриття | Суперник    | Рахунок  |
| --------- | --- | -------- | ------------ | -------- | ----------- | -------- |
| Поразка   | 0–1 | Сер 1981 | Атланта, США | Тверде   | Мел Перселл | 4–6, 2–6 |

### Парний розряд (4–2)
| Результат | W/L | Дата     | Турнір                  | Покриття   | Партнер         | Суперники                            | Рахунок       |
| --------- | --- | -------- | ----------------------- | ---------- | --------------- | ------------------------------------ | ------------- |
| Поразка   | 0–1 | Жов 1978 | Барселона, Іспанія      | Ґрунт      | Жан-Луї Ейє     | Желько Франулович Ганс Гільдемайстер | 1–6, 4–6      |
| Поразка   | 0–2 | Гру 1978 | Калькутта, Індія        | Ґрунт      | Яннік Ноа       | Саші Менон Шервуд Стюарт             | 6–7, 4–6      |
| Перемога  | 1–2 | Лют 1979 | Лінц, Австрія           | Тверде (i) | Патріс Домінгес | Сабольч Барані Петер Соке            | 6–1, 6–4      |
| Перемога  | 2–2 | Лис 1979 | Париж, Франція          | Тверде (i) | Жан-Луї Ейє     | Джон Ллойд Тоні Ллойд                | 7–6, 7–6      |
| Перемога  | 3–2 | Вер 1980 | Бордо, Франція          | Ґрунт      | Джон Фівер      | Джанні Оклеппо Рікардо Ікаса         | 6–3, 6–2      |
| Перемога  | 4–2 | Кві 1983 | Екс-ан-Прованс, Франція | Ґрунт      | Анрі Леконт     | Іван Камус Серхіо Касаль             | 2–6, 6–1, 6–2 |